# 8742 Bonazzoli
8742 Bonazzoli este un asteroid din centura principală, descoperit pe 14 februarie 1998, de Vincenzo Casulli.